# Telmatoscopus aurigenea
Telmatoscopus aurigenea és una espècie d'insecte dípter pertanyent a la família dels psicòdids.

## Descripció
- Mascle: antenes d'1,30 mm de longitud i amb l'escap un mica més llarg que el pedicel; ales amb les membranes pàl·lides i la nervadura lleugerament esclerotitzada; genitals força corbats i esvelts; edeagus asimètric i lleument esclerotitzat; ales de 2,37 mm de llargada i 1,02 d'amplada.
- La femella no ha estat encara descrita.[3]

## Distribució geogràfica
Es troba a Indonèsia: Papua Occidental.